# Новояушевська сільська рада
Но́вояу́шевська сільська рада (рос. Новояушевский сельский совет) — муніципальне утворення у складі Мечетлінського району Башкортостану, Росія. Адміністративний центр — присілок Новояушево.

## Населення
Населення — 787 осіб (2019, 911 в 2010, 861 в 2002).

## Склад
До складу поселення входять такі населені пункти:
| Населений пункт         | Населення, осіб (2002) | Населення, осіб (2010) |
| ----------------------- | ---------------------- | ---------------------- |
| Новояушево, присілок    | 531                    | 550                    |
| Старомещерово, присілок | 330                    | 361                    |